# Mesochorus hispidus
Mesochorus hispidus är en stekelart som beskrevs av Dasch 1974. Mesochorus hispidus ingår i släktet Mesochorus och familjen brokparasitsteklar. Inga underarter finns listade i Catalogue of Life.